# 山崎種二
山崎 種二（やまざき たねじ、1893年12月8日 - 1983年8月10日）は、日本の相場師・実業家・教育家。山種証券株式会社（現SMBC日興証券株式会社）、山種物産株式会社（のちに株式会社 アサヒトラスト→解散）、株式会社ヤマタネの創業者であり、米相場と株式相場において成功を収める。

## 家族・親族
山崎富治は次男、味の素創業家・鈴木家とは縁戚である（鈴木三千代の次女が富治の夫人）。通産事務次官などを務めた今井善衛は長女の夫、運輸事務次官からJR東日本の初代社長となった住田正二は二女の夫。孫は株式会社ヤマタネ社長の山崎元裕。内閣総理大臣を務めた福田赳夫の妻は山崎夫人の従姉妹で、福田家や越智隆雄・千野志麻などと係累がつながっている。

## 人物
1920年代から米相場に手を染め始め、石井定七や伊東ハンニを向こうに回して成功を収めた。専ら売り方に専念し、米相場において｢売りの山種｣として有名だった。1939年に米穀配給統制法によって米穀商品取引所が廃止される前後から（昭和8年頃と思われる）、本格的に株式相場に転進する。上昇相場が続いていたが途中から売り方に回り、その結果廃業寸前まで追い込まれるものの1936年2月末の二・二六事件で相場が大暴落。事後に付随する乱高下相場で、当時の金額にして500万円を稼いだと言われる。1944年には山崎証券を創業、戦後も売り方に回って「売りの山種」として成功を収める。
横山大観と親交があるなど近代日本画の収集家でもあり、現代日本画専門の山種美術館を設立している。ちなみに近代日本画を収集の対象にしたのは「贋作をつかまされる心配が少なく、値上がりの可能性も高い」という理由だったと言われている。また本間丈介が運営していた富士見高等女学校を引き継ぎ、後に城北中学校・高等学校を開校することになる深井鑑一郎を校長に招請するなど教育家としての一面もある。
座右の銘は「信は万事の本を為す」で、この言葉はヤマタネグループの企業理念となっているほか、富士見中学高等学校の教育目標にも掲げられている。

## 略歴
- 1893年　群馬県高崎市（旧吉井町）に生まれる。生家は江戸時代､苗字帯刀を許されていたが秩父騒動で没落した。父山崎宇太郎は小百姓だった。種二は13代目の当主である[1]。
- 1908年　深川の山繁商店（回米問屋）に入店する。
- 1924年　独立し、山崎種二商店（現在の株式会社ヤマタネ）を創業する。
- 1940年　財団法人「山崎学園」（現 学校法人山崎学園 富士見中学高等学校）を創立。
- 1944年　山崎証券（のちに他の証券会社と合併し、SMBCフレンド証券）を創業する。
- 1952年　東京穀物商品取引所の初代理事となる。
- 1966年　山種美術館を設立。
- 1974年　勲三等旭日中綬章を受ける[2]。

## 著書
- 『そろばん』 日本経済新聞社、1972年/パンローリング、2009年 - 自伝

## 伝記
- 城山三郎『百戦百勝 働き一両・考え五両』 角川文庫、1979年 - 山崎種二をモデルにした伝記小説
- 筆内幸子『相場の偉人・山崎種二伝』 善本社、1985年
- 尾崎芳雄『山崎種二 : その生涯と事業』 山種グループ記念出版会、1989年